# Markermeer
Das Markermeer (niederländisch het meer – der See) ist ein 700 km² großer, bis zu vier Meter tiefer See in den Niederlanden. Es ist der zweitgrößte See der Niederlande. Seinen Namen hat das Markermeer indirekt von der Insel Marken, die heute im Markermeer liegt. 
Entstanden ist der See im Rahmen der Zuiderzeewerke. Dieses Großprojekt im 20. Jahrhundert hat zuerst die Meeresbucht Zuiderzee von der Nordsee getrennt, wodurch aus der Meeresbucht das IJsselmeer entstanden ist. Außerdem hat man größere Teile des neu entstandenen Sees eingepoldert, das heißt mit Dämmen vom See getrennt und dann leergepumpt, um Land zu gewinnen.
Das Gebiet des heutigen Markermeers sollte ursprünglich ebenfalls ein Polder werden, Markerwaard genannt. Zu diesem Zweck wurde 1976 bereits der Houtribdijk von Enkhuizen nach Lelystad fertiggestellt. Dieser Deich oder eigentlich Damm wäre die Ostgrenze von Markerwaard geworden. Aus verschiedenen Gründen hat man schließlich auf die Einpolderung verzichtet: Neuland wurde weniger dringend benötigt, und die Wasserfläche diente unter anderem dem Naturschutz. 
Der Houtribdijk hat das IJsselmeer geteilt, und zwar in das heutige, kleiner gewordene IJsselmeer und in das neu entstandene Markermeer. Damals kam es auch zum  IJmeer (Binnen-IJ), das zum Markermeer gehört; ferner die Bucht bei Amsterdam, die auch Buiten-IJ genannt wird und die durch die Oranjeschleusen vom Binnen-IJ getrennt ist.
Im Südosten grenzt das Markermeer an die Provinz Flevoland, und genauer dort an die künstliche Insel namens Flevopolder. Südlich anschließend liegt auf dem Flevopolder das Naturschutzgebiet Oostvaardersplassen.
Die Umgebung um das Markermeer ist bekannt für ihre Käseproduktion. Unweit der Gouwzee liegt Edam, namensgebend für den Edamer Käse mit roter Rinde. Weitere markante Ortschaften am Markermeer sind Volendam (zu Edam-Volendam), Hoorn, Lelystad und Almere.

## Inseln

Ursprungspläne mit Polder 1891/92

Ein beliebtes Ausflugsziel ist die namensgebende Insel Marken, die durch eine Straße mit dem Festland verbunden ist. Westlich davon liegt eine Bucht namens Gouwzee, die vom offenen Markermeer durch die Insel Marken und ihre Deiche weitgehend abgetrennt ist.
Im Jahr 2012 wurde durch die „Vereniging Natuurmonumenten“ ein Plan vorgestellt, der die Anlage von zunächst fünf künstlichen Inseln, den sogenannten Marker Wadden, in der Nähe des Markerwarddijk vorsieht. 2016 wurde mit der Aufspülung der Inseln begonnen, am 24. September 2016 war die erste Insel mit einer Größe von 250 ha fertig. Zweck der Anlage ist die Pflege des natürlichen Vogel- und Fischbestandes.
|  |  |